# The Snake Corps
The Snake Corps se formó en 1984, tras la disolución de la banda Sad Lovers & Giants el año anterior. Estuvo integrada inicialmente por Tristan Garel-Funk, Nigel Pollard, Marc Lewis y Liam McGuinness, más tarde, también formarían parte de la banda Jon Greville, Jim Blanchard, David Wood o Ian Gibson.
Lanzaron los álbumes Flesh on Flesh (1985), Smother Earth (1990), The 3rd Cup (1993). En el año 2010 el grupo se reunió para dar una serie de conciertos, como el Maxi Pop Festival el 18 de septiembre de 2010 en Hospitalet de Llobregat. Durante el año 2011 dieron varios conciertos en Londres y Berlín.

## Discografía
La banda lanzó durante sus nueve años en activo tres álbumes de estudio y seis sencillos.
Álbumes de estudio
- Flesh on Flesh  (1985)
- Smother Earth (1990)
- More than the Ocean (1990)
- The 3rd Cup (1993)

Sencillos
- Science Kills (1985)
- Testament (1986)
- Victory Parade (1986)
- Calling You (1989)
- Colder Than The Kiss (1990)
- Some Other Time  (1991)

Recopilatorios
- More Than The Ocean  (1990)
- Spice - 1984-1993 The Very Best Of... (1995)
- 'The Ocean Calls' (2016)